# Йохан I (Мекленбург-Щаргард)
Йохан I (IV) фон Мекленбург (на немски: Johann I von Mecklenburg; * 1326; † между 9 август 1392 и 9 февруари 1393) е от 1344 до 1348 г. господар (княз), от 1348 до 1352 г. херцог на Мекленбург и от 1352 до 1392 г. херцог на Мекленбург-Щаргард.

## Живот
Той е малкият син на херцог Хайнрих II „Лъвът“ фон Мекленбург (1266 – 1329) и втората му съпруга Анна фон Саксония-Витенберг († 1327), дъщеря на курфюрст и херцог Албрехт II фон Саксония-Витенберг и съпругата му Агнес фон Хабсбург, дъщеря на римско-немския крал Рудолф I Хабсбург.
На 8 юли 1348 г. римско-немският крал и по-късен император Карл IV го издига в Прага заедно с брат му Албрехт II на херцог и в имперското княжеско съсловие. При подялбата на страната от 25 ноември 1352 г. той получава Мекленбург-Щаргард. Йохан I помага на племенника си Албрехт III в неговите претенции за крал на Швеция.
Йохан I се жени три пъти. Първата му съпруга Рикса (неизвестен произход) умира вероятно малко след сватбата и те нямат деца. Втората му съпруга от 1340 г. Анна фон Холщайн (* ок. 1325; † 1356/1358) е дъщеря на граф Адолф VII фон Пинеберг и Шаумбург. С нея той има една дъщеря, Анна. Тя умира вероятно през 1358 г. Третата му съпруга вероятно от 1358 г. е Агнес фон Линдов-Рупин (* ок. 1345; † сл. 1361), вдовица на господар Николаус IV фон Верле († 1354), дъщеря на граф Улрих II фон Линдов-Рупин († 1356). Те имат пет деца.

## Деца
- Анна (* ок. 1345), ∞ 4 април 1363 Вартислав VI, херцог на Померания-Волгаст († 1394)
- Йохан II († между 6 юли и 9 октомври 1416), сърегент, херцог на Мекленбург-Щаргард, от 1408 господар на Щернберг, Фридланд, Фюрстенберг и Лихен
- Улрих I († 8 април 1417), сърегент, хергог на Мекленбург-Щаргард (1392 – 1417), от 1408 г. господар на Нойбранденбург, Щаргард, Щрелиц и Везенберг
- Рудолф († сл. 28 юли 1415), епископ на Скара (1387 – 1389) и от 1390 като Рудолф III епископ на Шверин
- Албрехт I († 1397), сърегент, 1396 коадютор (асистент на епископа на Дорпат)
- Констанца (ок. 1373 – 1408)